# Echipa națională de fotbal a Nepalului
Echipa națională de fotbal a Nepalului este naționala de fotbal a Nepalului și este controlată de Asociația de Fotbal din Nepal.

## Antrenori
| Antrenor               | De la          | până la       |
| ---------------------- | -------------- | ------------- |
| Rudi Gutendorf         | 1981           | 1981          |
| Joe Kinnear            | 1987           | 1987          |
| Stephen Constantine    | 1999           | 2001          |
| Thomas Flath           | aprilie 2008   | iunie 2008    |
| Birat Krishna Shrestha | iulie 2008     | martie 2009   |
| Maheshwor Mulmi        | octombrie 2009 | ianuarie 2011 |
| Krishna Thapa          | ianuarie 2011  | ianuarie 2011 |
| Graham Roberts         | ianuarie 2011  | prezent       |